# 正村镇 (新安县)
正村镇，是中华人民共和国河南省洛陽市新安县下辖的一个乡镇级行政单位。

## 行政区划
正村镇下辖以下地区：
正村、北上庄村、北岳村、中岳村、南岳村、许洼村、北王庄村、石泉村、北沟村、西沟村、后地村、古村、金溪村、东郭峪村、西郭峪村、刁嘴村、太平村、十万村、白墙村、上坡村和西白村。